# Nduka Awazie
Nduka Awazie (* 4. April 1981) ist ein ehemaliger nigerianischer Sprinter, der sich auf den 400-Meter-Lauf spezialisiert hatte.
1998 siegte er bei den Leichtathletik-Juniorenweltmeisterschaften in Annecy
Bei den Olympischen Spielen 2000 in Sydney schied er über 400 Meter im Vorlauf aus. In der 4-mal-400-Meter-Staffel wurde er im Vorlauf eingesetzt und trug so zum zweiten Platz des nigerianischen Teams bei, das nach der Disqualifizierung der US-Stafette wegen der Dopingvergehen von Antonio Pettigrew zum Sieger erklärt wurde.

## Persönliche Bestzeiten
- 400 m: 45,44 s, 20. August 1998, Dakar
  - Halle: 46,56 s, 9. Februar 2002, Indianapolis